# Šestý buddhistický koncil

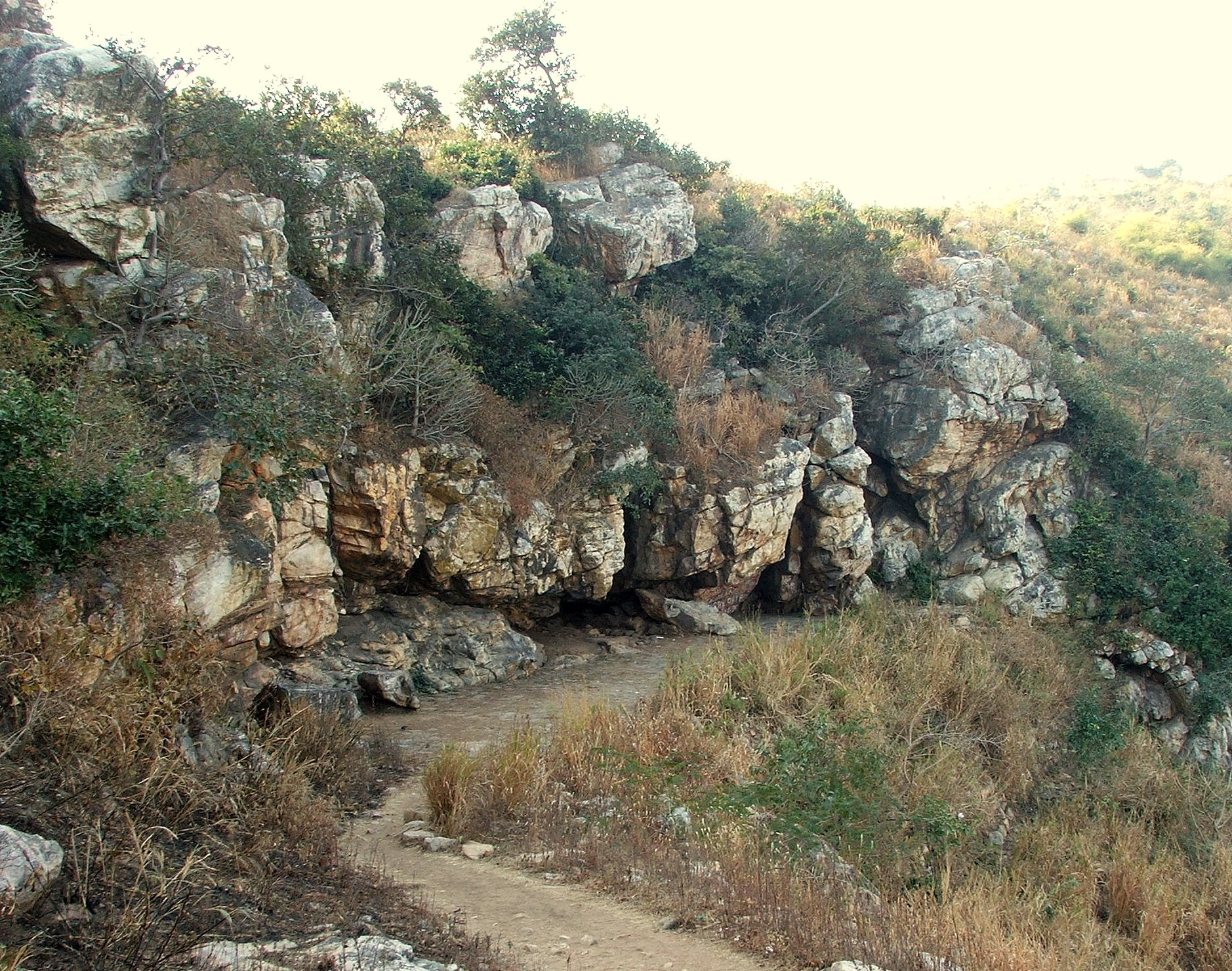
Jeskyně Saptaparna, kde se konal první buddhistický koncil

Šestý buddhistický koncil se konal poblíž pagoby Kaba Aye v Yangonu (dříve Rangon) v roce 1954. Koncil organizovala barmská vláda pod vedením premiéra U Nu. Během krátké doby byla vystavěna velká jeskyně Maha Passana Guha, která je nápodobou indické jeskyně Saptaparna, kde se konal první buddhistický koncil. Podobně jako i u předchozích koncilů bylo účelem setkání  potvrzení a zachování původního Buddhova učení Dhamma-Vinaya.
Šestý koncil je výjimečný ve dvou ohledech: jednak se jej účastnilo 2500 učených mnichů školy theraváda z osmi tradičně buddhistických zemí Jihovýchodní Asie (Barma, Kambodža, Indie, Laos, Nepál, Srí Lanka a Thajsko), jednak je poprvé historicky doložena přítomnost mnichů evropského původu (ctihodný Nyánatiloka Maháthera a ctihodný Nyánaponika Maháthera). Závěrečným editorem (Osana) a tazatelem (Pucchaka) se stal nejvýznačnější mnich 20. století, ctihodný Mahási Sayadaw, kterému na otázky odpovídal ctihodný Bhadanta Vicittasarabhivamsa. 
Dva roky trvala recitace celého páli kánonu společně s pečlivou editorskou prací mnichů z výše zmíněných zemí, na jejímž konci, na Vesakha 24. května 1956, přesně 2500 let po Buddhově parinibbáně byl kompletní páli kánon připravený pro tisk. Celý páli kánon je dnes dostupný na CD.